# Santa Agnès de Malanyanes
Santa Agnès de Malanyanes es una población perteneciente al municipio barcelonés de La Roca del Vallès. Está situada al NE del término municipal, a la izquierda del río Mogent. En 2018 tenía 1804 habitantes.
La iglesia parroquial es de origen románico y conserva el antiguo portal y la fachada. Está documentada desde el 932 y fue ampliada en el siglo XVI. Es famoso el retablo de Santa Agnès, de estilo renacentista, que allí estuvo expuesto hasta que fue sustituido por el actual retablo barroco. Desde 1917, el antiguo retablo se conserva en el Museo Diocesano de Barcelona.
El lugar, ya nombrado en el siglo XI, formaba parte del término del castillo de la Roca del Vallès y después de la baronia de la Roca.
Junto a la población se encuentra la ermita prerrománica de Santa Maria de Malanyanes, antigua parroquial del lugar. Esta capilla y su advocación gozan de una especial veneración, pues acoge bajo su protección a las parturientas.
La población se encuentra junto al límite norte del Parque de la Serralada Litoral y en su vecindario existe un campo de golf. Dispone de excelentes comunicaciones por carretera.